# Morgan Faßbender
Morgan Faßbender (* 18. Oktober 1998 in Stuttgart) ist ein deutsch-ghanaischer Fußballspieler.

## Karriere
Nach seinen Anfängen in der Jugend des VfB Stuttgart spielte er bis Sommer 2015 für die Jugendabteilung des SSV Ulm 1846. Für seinen Verein bestritt er 18 Spiele in der B-Junioren-Bundesliga, bei denen ihm zwei Tore gelangen. Nach einem Jahr Vereinslosigkeit bestritt er 21 Spiele in der A-Junioren-Bundesliga für die Stuttgarter Kickers, bei denen ihm ein Tor gelang. Im Winter 2018 wechselte er in die Oberliga Baden-Württemberg zum SGV Freiberg. Nach acht Spielen für seinen Verein schloss er sich im Sommer 2018 dem Regionalligisten FV Illertissen an. Da er für seinen Verein nur auf drei Einsätze gekommen war, wechselte er im Januar 2019 zurück in die Oberliga und schloss sich dem 1. Göppinger SV an. Nachdem er für seinen Verein 29 Spiele bestritten hatte, bei denen ihm vier Tore gelangen, wechselte er im Sommer 2020 in die Regionalliga Nordost zur BSG Chemie Leipzig. Für seinen Verein kam er bis zum Saisonabbruch in Folge der COVID-19-Pandemie auf zwölf Spiele und erzielte dabei vier Tore.
Im Sommer 2021 wechselte er zum Drittligisten SV Meppen. Dort kam er auch zu seinem ersten Einsatz im Profibereich, als er am 24. Juli 2021, dem 1. Spieltag, bei der 1:3-Auswärtsniederlage gegen den Halleschen FC in der 78. Spielminute für Luka Tankulic eingewechselt wurde.
Nach dem Abstieg seiner Mannschaft wechselte er im Sommer 2023 nach Polen zu Bruk-Bet Termalica Nieciecza in die 2. polnische Liga.